# Upjers
A upjers GmbH & Co KG (anteriormente UpSim GmbH & Co KG) foi fundada no verão de 2006 em Memmelsdorf, Bamberg produzindo negócios com Jogos de Navegador. Em Agosto de 2014 passou a chamar-se  upjers GmbH. Hoje, a empresa está com mais de 100 funcionários em Bamberg. Até agora, a empresa lançou mais de 30 jogos (uns já se foram e novos foram criados). Em todo o mundo há mais de 55 milhões de jogadores registrados em 23 países em jogos da upjers.

## História
A empresa foi fundada no verão de 2006 por Klaus Schmitt e ainda hoje é o seu CEO. Mesmo antes da fundação da empresa, Schmitt sob o nome de "nasenprinz funworx" desenvolveu seus jogos de browser gratuitos kapitalism, Rumble Race, Xenyoo e mais tarde Kapiland com a sua mulher,Marika Schmitt.
Em janeiro de 2009, a empresa de Memmelsdorf mudou-se para novas instalações em Bamberg devido à necessidade da equipe ter um espaço maior. Em janeiro de 2010, o espaço de escritório foi duplicado novamente e atualmente tem cerca de 100 funcionários em único local de trabalho.
Os jogos da Upjers geralmente diferem significativamente daqueles dos seus concorrentes, pois neles não há guerra contra outros jogadores. Nos jogos Upjers os jogadores jogam de forma pacífica com outros jogadores para estabelecerem um negócio, terem um jardim ou uma fazenda entre outros.
Enquanto isso a Upjers não é apenas um desenvolvedor de jogos, mas também um Publisher.

## Jogos
Jogos anteriormente publicado pela upjers na Alemanha e no mundo, classificados em ordem decrescente de aparecimento:
- Julho de 2017: Fortress Clicker (App)
- Julho de 2017: Fight Die Repeat (App)
- Janeiro de 2017: Stonies (App)
- Novembro de 2016: My Little Farmies Mobile (App)
- Abril de 2016: My Free Circus (App)
- Agosto de 2015: My Free Zoo Mobile (App)
- Maio de 2015: My Free Farm 2 (App)
- Abril de 2015: My Sunny Resort
- Novembro de 2013: Future Topia[4]
- Julho de 2013: My Little Farmies[5]
- Julho de 2013: Jumpshot Legends[6]
- Julho de 2013: Brave Little Beasties[7]
- Julho de 2013: My Cafe Katzenberger[8]
- Junho de 2013: Arcard MallGame[9]
- Maio de 2013: UpjersQuiz[10]
- Abril de 2013: Floristikus[11]
- Março de 2013: Kapifari[12]
- Fevereiro de 2013: My Free Pirate[13]
- Janeiro de 2013: My Fantastic Park[14]
- Dezembro de 2012: KapiFarm[15]
- Outubro de 2012: Kapi Hospital
- Setembro de 2012: DracoGame[16]
- Agosto de 2012: Garbage Garage[17]
- Maio de 2012: Secret Relict[18]
- Fevereiro de 2012: My Free Zoo[19]
- Outubro de 2011: Upologus[20]
- Junho de 2011: Free Aqua Zoo [21]
- Abril de 2011: Koyotl [22]
- Abril de 2011: Funny Pizza [23]
- Fevereiro de 2011: Cubicos Tale [24]
- Dezembro de 2010: My free farm
- Janeiro de  2010: Freaksoccer (Offline)
- Julho de 2010: 11 Legends
- Maio de 2010: UPChamps (Offline)
- Torpia
- Novembro de 2010: Kapiworld[25]
- Maio de 2010: Kapi Hospital[26]
- KapiBados
- Outubro de 2009: My Free Farm
- Rumble Race Downtown (Offline)
- Xenyoo DW (Offline)
- UpDinner (Offline)
- Wauies (Offline)
- Fevereiro 2008: Molehill Empire
- Caribic Islands
- Kapi Regnum
- Kapiland
- Xenyoo (Offline)
- Rumblerace (Offline)
- Junho de 2003: Kapitalism 2 (Offline)
- Kapitalism (Offline)